# 아시아 야구 연맹
아시아 야구 연맹(영어: Baseball Federation of Asia, BFA)은 아시아의 야구 연맹이다. 1954년 5월 17일 필리핀의 마닐라에서 대한민국, 일본, 중화민국, 필리핀 4개 나라를 중심으로 결성되었다. 현재 24개국이 가입되어 있고, 연맹 사무소는 중화민국 타이베이시 신이구에 있다. 지금은 WBSC 아시아 산하에 있는 소속 단체이다.

## 역사
1954년 제 2회 아시안 게임이 열렸던 필리핀의 마닐라에서 대한민국과 일본, 중화민국과 필리핀은 아시아 야구 연맹의 결성을 위한 위원회를 조직하였고, 같은 해 5월 7일 연맹이 창설되었다. 당시 필리핀에 거주하고 있던 미국인 칙 파슨스가 초대 아시아 야구 연맹의 회장으로 선출되었다.
1975년 아시아 야구 선수권 대회를 개최한 이후 약 8년 간 활동을 중단하였다. 1980년 일본 도쿄에서 아마추어 월드 시리즈가 열리고 있을 무렵, 아시아 야구 연맹의 임원진들은 연맹 활동의 재개에 대해 논의하기도 했다. 1983년 활동을 재개했다.
현재 아시아 야구 연맹에는 24개국이 가맹되어 있으며, 베트남 야구 국가대표팀은 옵서버 상태에 있다.

## 가맹국
| - 동아시아 - 대한민국 - 몽골 - 조선민주주의인민공화국 - 일본 - 중화인민공화국 - 중화 타이베이 (중화민국) - 홍콩 |  | - 동남아시아 - 라오스 - 말레이시아 - 미얀마 - 브루나이 - 싱가포르 - 인도네시아 - 캄보디아 - 태국 - 필리핀 |  | - 남아시아 - 네팔 - 스리랑카 - 인도 - 파키스탄 |  | - 중앙아시아 - 아프가니스탄 - 카자흐스탄1 |  | - 서남아시아 - 이란 - 이라크 |  |  |

1 카자흐스탄은 아시아 야구 연맹에는 가입되어 있지만 세계 야구 소프트볼 연맹에는 가입이 안 되어 있다. 

### 과거의 가맹국
- 괌
- 우즈베키스탄
- 오스트레일리아

### 랭킹

#### 남자 야구
| 2021년 12월 31일 기준 남자 야구 랭킹 | 2021년 12월 31일 기준 남자 야구 랭킹 | 2021년 12월 31일 기준 남자 야구 랭킹 | 2021년 12월 31일 기준 남자 야구 랭킹 |
| BFA 랭킹                             | WBSC 랭킹                            | 팀                                   | 점수                                 |
| ------------------------------------ | ------------------------------------ | ------------------------------------ | ------------------------------------ |
| 1                                    | 1                                    | 일본                                 | 3752                                 |
| 2                                    | 2                                    | 중화 타이베이                        | 3321                                 |
| 3                                    | 3                                    | 대한민국                             | 3137                                 |
| 4                                    | 21                                   | 중화인민공화국                       | 546                                  |
| 5                                    | 31                                   | 파키스탄                             | 246                                  |
| 6                                    | 33                                   | 홍콩                                 | 214                                  |
| 7                                    | 36                                   | 필리핀                               | 147                                  |
| 8                                    | 39                                   | 인도네시아                           | 119                                  |
| 9                                    | 43                                   | 스리랑카                             | 100                                  |
| 10                                   | 51                                   | 태국                                 | 69                                   |
| 11                                   | 62                                   | 인도                                 | 39                                   |
| 12                                   | 71                                   | 이란                                 | 23                                   |
| 13                                   | 75                                   | 방글라데시                           | 14                                   |
| 14                                   | 80                                   | 네팔                                 | 5                                    |
| 14                                   | 80                                   | 싱가포르                             | 5                                    |

#### 여자 야구
| 2021년 12월 31일 기준 여자 야구 랭킹 | 2021년 12월 31일 기준 여자 야구 랭킹 | 2021년 12월 31일 기준 여자 야구 랭킹 | 2021년 12월 31일 기준 여자 야구 랭킹 |
| BFA 랭킹                             | WBSC 랭킹                            | 팀                                   | 점수                                 |
| ------------------------------------ | ------------------------------------ | ------------------------------------ | ------------------------------------ |
| 1                                    | 1                                    | 일본                                 | 1355                                 |
| 2                                    | 2                                    | 중화 타이베이                        | 1097                                 |
| 3                                    | 10                                   | 대한민국                             | 364                                  |
| 4                                    | 11                                   | 홍콩                                 | 256                                  |
| 5                                    | 14                                   | 필리핀                               | 152                                  |
| 6                                    | 15                                   | 중화인민공화국                       | 126                                  |
| 7                                    | 18                                   | 인도                                 | 47                                   |
| 8                                    | 19                                   | 파키스탄                             | 21                                   |

## 같이 보기
WBSC 아시아